# Billy Mills
William "Billy" Mervin Mills (Pine Ridge, 30 de junho de 1938) foi um corredor de longa distância, campeão olímpico dos 10.000 m nos Jogos Olímpicos de 1964, em Tóquio, e o segundo índio norte-americano, depois do decatleta Jim Thorpe, a conquistar uma  medalha de ouro olímpica. Sua vitória é considerada uma das mais surpreendentes da história dos Jogos Olímpicos.
Membro da tribo Sioux Oglaga e um ex-fuzileiro naval, Billy nasceu e cresceu na reserva indígena de Pine Ridge, na Dacota do Sul, ficando órfão aos doze anos de idade. Praticante do boxe e do atletismo na adolescência, passou a dedicar-se apenas as corridas quando fazia o curso secundário no Instituto Haskell, hoje Universidade das Nações Indígenas de Haskell, no estado de Kansas.
Destacando-se como fundista nos campeonatos nacionais de atletismo do começo da década de 1960, Mills se formou em educação física na Universidade do Kansas e entrou para o Corpo de Fuzileiros Navais dos Estados Unidos da América, onde obteve a patente de primeiro-tenente da reserva em 1964.

## Jogos Olímpicos de 1964
Mills se qualificou para os Jogos na equipe olímpica de atletismo dos Estados Unidos nos 10.000 m e na maratona, mas esperava-se dele apenas uma participação honrosa, com o favoritismo nos 10.000 m sendo do australiano Ron Clarke, então recordista mundial, e para os campeões olímpicos dos 10.000 e dos 5.000 nos Jogos de Roma de 1960, Pyotr Bolotnikov da União Soviética e Murray Halberg, da Nova Zelândia.
Virtualmente um desconhecido internacionalmente, classificado em segundo lugar na seletiva norte-americana, Mills tinha um tempo um minuto inteiro mais lento que Clarke, que começou dando o ritmo da prova. Sua tática de aumentar o ritmo a cada volta dava resultado, e na metade da corrida apenas quatro corredores ainda o acompanhavam, entre eles Mills. O favorito da multidão, o japonês Tsubaraya, foi o primeiro a deixar o grupo, seguido pelo etíope Mamo Wolde.

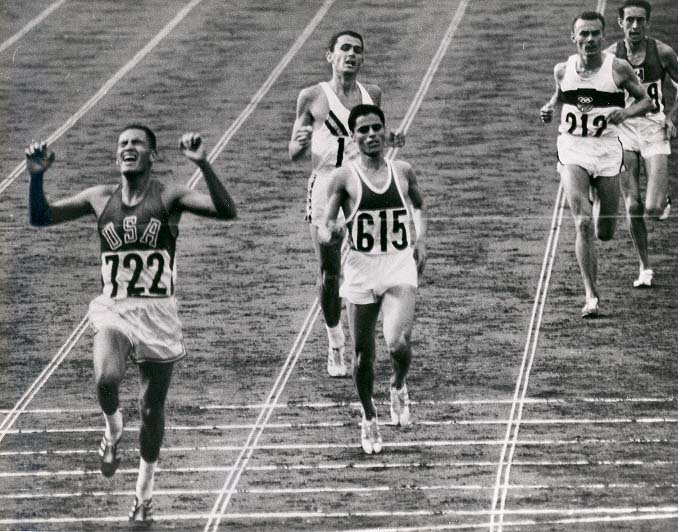
Billy Mills cruza a linha de chegada nos 10.000 m dos Jogos Olímpicos de Tóquio.

Com duas voltas para o final da prova, apenas dois corredores ainda acompanhavam o recordista mundial, Mohammed Gammoudi, da Tunísia, e Billy Mills. Para todos os espectadores que acompanhavam o evento, a prova era de Clarke. Ele possuía o tempo de 28m15s na distância, enquanto nem Gammoudi nem Mills a haviam corrido em menos de 29 minutos.
No início da última volta, Clarke e Mills corriam lado a lado com o tunisino logo atrás dos dois, e o grupo começou a ultrapassar os corredores retardatários. Clarke forçou Mills duas vezes, e o norte-americano o acompanhou. Então Ghammoudi saiu de trás dos dois e começou a forçar o ritmo, num sprint final, assumindo a liderança na última curva da pista. Enquanto Clarke recuperava o ritmo e colava no tunisino, Mills ficava alguns metros para trás, parecendo finalmente fora da disputa pela medalha de ouro.
Nos últimos cinquenta metros, entretanto, enquanto o australiano falhava em conseguir ultrapassar Gammmoudi, Billy Mills abriu por fora da pista e ultrapassou os dois de uma vez, acelerando num esforço final a poucos metros da chegada, e vencendo a prova em 28m24s, recorde olímpico e melhor tempo de sua vida. Nenhum norte-americano havia até então vencido os 10.000 m olímpicos, e nenhum venceria depois, até hoje.

## Pós-olimpíada
Tempos depois, Mills estabeleceu o recorde norte-americano dos 10.000 m (28m17s) e o das 3 milhas, na meia distância, quebrando o recorde mundial das 6 milhas em 1965.
Em 1976, foi honrado ao ser investido no Hall da Fama do Atletismo dos Estados Unidos e em 1984, foi o personagem principal do filme Running Brave. Hoje ele é o principal porta-voz do Running Strong for American Indian Youth, uma organização que apóia projetos em benefício dos povos indígenas norte-americanos, especialmente os jovens.